# Pieces of a Dream (Anastacia-dal)
A Pieces of a Dream Anastacia amerikai énekesnő dala első, Pieces of a Dream című válogatásalbumáról, amelynek második kislemezeként jelent meg 2005-ben. A dal a top 10-be került Hollandiában és Olaszországban, a top 20-ba Németországban és Svájcban, Spanyolországban pedig listavezető lett három évvel megjelenése után.

## Videóklip
A dal videóklipjét David Lippman és Charles Mehling rendezte, és Los Angelesben forgatták, 2005. szeptember 17.–18-án. Fekete-fehér klip, nagyrészt sötét erdőben játszódik, és nincs története, csak jelenetek sorozatából áll, talán a dal címének ('Egy álom darabjai') szó szerinti értelmezéseként. A klipben Anastacia lassú megőrülése követhető nyomon hallucinációiban, melyekben fagyott rózsaként látja magát vagy tűzben ég. A végén kiderül, hogy zártosztályon tartják és mindez csak az álmában történt.

## Számlista
CD kislemez (Európa, Egyesült Királyság)
1. Pieces of a Dream – 4:03
2. Club Megamix – 5:17

Promóciós CD kislemez – Jason Nevins Remix
1. Pieces of a Dream (Jason Nevins Remix) – 4:09

Promóciós remix kislemez
1. Pieces of a Dream (Jason Nevins Remix Edit) – 2:57
2. Pieces of a Dream (Jason Nevins Remix) – 6:47
3. Left Outside Alone (Humble Brothers Remix) – 3:48

## Helyezések
| Slágerlista (2005)             | Legmagasabb helyezés |
| ------------------------------ | -------------------- |
| Belga kislemezlista (Flandria) | 1                    |
| Belga kislemezlista (Vallónia) | 4                    |
| Brit kislemezlista             | 48                   |
| European Hot 100 Singles       | 30                   |
| Holland Top 40                 | 8                    |
| Ír kislemezlista               | 26                   |
| Német kislemezlista            | 20                   |
| Olasz kislemezlista            | 3                    |
| Osztrák kislemezlista          | 29                   |
| Svájci kislemezlista           | 18                   |
| Slágerlista (2008)             | Legmagasabb helyezés |
| Spanyol kislemezlista          | 1                    |